# Конткі (Нижньосілезьке воєводство)
Конткі (пол. Kątki) — село в Польщі, у гміні Марциновиці Свідницького повіту Нижньосілезького воєводства.
Населення — 290 осіб (2011).
У 1975-1998 роках село належало до Валбжиського воєводства.

## Демографія
Демографічна структура станом на 31 березня 2011 року:
|          | Загалом | Допрацездатний вік | Працездатний вік | Постпрацездатний вік |
| -------- | ------- | ------------------ | ---------------- | -------------------- |
| Чоловіки | 143     | 39                 | 98               | 6                    |
| Жінки    | 147     | 43                 | 81               | 23                   |
| Разом    | 290     | 82                 | 179              | 29                   |